# Association sportive de Pikine
Maillots
Actualités
L'Association Sportive de Pikine est un club sénégalais de football basé à Pikine.

## Historique
Le club a été créé en 1970 d’une fusion entre plusieurs équipes aux alentours de Pikine et des banlieues de Dakar, il s'agit de l'USAC de Pikine (Union Sportive Artistique et Culturelle de Pikine).
L'USAC de Pikine qui est née en 1955. de la Renaissance, Mbao, thiaroye et Cambérène qui donnèrent naissance aux Niayes de Pikine.
La première génération de footballeurs des Niayes était composée de Fofana, Ismaila ba dit Kopa, Arfang keita, Mory ba, Lamine gadiaga, Mamadou thiam Mario.............
L'équipe connut la descente à la fin de la saison.
Après 2 années passées au purgatoire sous la houlette de l'entraineur français Jean Dougnon, avec à la clé un titre de champion de D2, l'équipe accéda dans l'élite pour la saison 73-74.
Il faut souligner que les Niayes de Pikine perdaient beaucoup de joueurs au profit des équipes de Dakar mais ceux qui restaient défendaient toujours l'identité pikinoise, des joueurs très braves.
Ainsi apparurent dans l'effectif les fréres Nunez, Maguette Niang le grand Gardien, Samba Hanne, feu Elhadji Mbaye Ndiaye, Malick Ndoye.
Après trois années passées dans l'élite l'équipe sera encore reléguée en 1977 mais assura la montée une année plus tard c'est-à-dire en 1978.
L'effectif connut des mutations avec le déclassement de juniors talentueux qui allaient devenir une belle génération.
Ainsi les Samba sow, Salif Diagne premier sénégalais champion d'afrique, Ousseynou Diongue, Pape Diop Johny, Maguette thioune, Malick Ndome, Sémou Diouf, Bougouma seck le lion de Mbao, Abdoulaye diallo champion de france avec l'OM, Abdoulaye ndiaye.
Cette génération gagnais deux coupes de l'assemblée nationale en 81 et 83.
Cette génération sera vice-championne en 1981 à 2 points de la SEIB champion à l'époque. Pour la petite histoire, le championnat n'est pas allé à son terme car arrêté à deux journées de la fin pour cause d'hivernage selon la version officielle.
Cette génération a disputé en 1982 les demi finale de la Coupe de l'UFOA en arrachant la qualification à Freetown (Sierra Leone) sous une pluie battante et dans une ambiance hostile.
Grace à Kabirou Mbodji à l'époque, beaucoup de Pikinois avaient fait le déplacement en Sierra Léone.
Doudou Diéne reporter de la RTS à l'époque disait"J'ai vu rarement une équipe sénégalaise aussi courageuse à l'extérieur"
Le parcours s’arrêta en demi finale face à la grande équipe de l’AS Police.
L'équipe des Niayes de 1982 servira de sparring partner à l'équipe nationale d'algérie sur le chemin du mondial 82.Juste rappeler que cette équipe algérienne avait battu l'Allemagne.
Ce jour-là l'équipe algérienne des Rabah Madjer avait fait match nul blanc avec les Niayes au Stade Amadou barry avec un très bon Vieux Ndoye dans les buts pikinois.
Ce jour-là le latéral droit algérien Merzékane n'y a vu que du feu devant Abdoulaye diallo. Il parait que même à la fin du match, il l'a salué des deux mains.
Les Niayes de Pikine avaient leur style de jeu basé sur la rigueur.
L'autre match référence de cette génération est cette demi finale de coupe du Sénégal perdue face au diaraf 1-0 en 1983, ce jour-là beaucoup de pikinois n'ont pas vu le but matinal du Diaraf marqué par Laye camara, un fils de Pikine.Ce match a eu lieu un mois de ramadan, tous ceux qui avaient coupé le jeune à pikine n'ont pas vu ce but marqué de la tête dans les premières minutes du match.
L'équipe connut la descente en 1984 avec le départ de nombre de ces joueurs talentueux dans les clubs comme la seib, la css, la j.a et le diaraf.
De jeunes loups aux dents longues émergèrent : Tamsir coulibaly, Fallou badiane le grand frère de Moussa badiane, Laye badji, Jules diaw...
Il s'est ensuivi une longue période de traversée du désert, ponctuée même par une relégation en division 3 en 89.
L'équipe reviendra en D2 une saison après.
Oumar Joe Mbaye deviendra président de l'équipe et l'enthousiasme reviendra autour de l'équipe. À chaque match hors de Pikine, c'était une caravane de cars Sotrac à l'époque. L'équipe rata la montée chaque saison à la dernière étape.
En 1993, Adolphe Gazi deviendra Président.
Et en 1995, l'équipe au terme des barrages qui regroupèrent le Mbossé de Kaolack, le diamono de louga et la sodefitex de tamba accédèrent en division 1.
Le match de la montée fut disputé au Stade amadou barry face à la sodefitex 1 partout.Un match qui avait mal démarré car la sodefitex ouvrit le score dès la première mi-temps. Yacoub ngom dit Pipa ancien joueur de L'asc Diamono égalisa sur pénalty.
Les niayes durant ces barrages avaient marqué 6 buts dont 5 pour Pipa et 1 pour feu Médoune diop Mback.
L'équipe était coaché par Abdoulaye ndiaye et comme adjoint Balla cissé.
Ce jour-là, j'ai vu des dirigeants pleurer d'émotion à la fin du match.
C'était la génération des Modou thiam comme gardien de but, Feus Youssou thiécoura, Pape diagne, Dominique Mendy, Médoune diop Mback, Valdo, Fallou galass...................
L'équipe fera une seule année en Division1 et retourna en D2.
Tassirou Diallo prena l'équipe et en fera une machine à gagner.Tenez en D2, pour la phase aller, les niayes enregistrent 11 victoires et une défaite devant HLM.
L'équipe découvra un vrai renard des surfaces:Cissé seck qui marque but sur but.
L'équipe se qualifia pour le tournoi de la montée et puisa chez les juniors qui venaient fraîchement de remporter les Coupe du Sénégal en 1997.
Le tournoi de la montée regroupait le stade de Mbour, Gorée, ASFA et les Niayes.
L'équipe assura la montée au terme d'un match inoubliable au stade Alassane djigo en Novembre 1997. Ce jour-là, les niayes avaient été mené à la mi temps.
Au retour des vestiaires, Mbaye wané fera son entrée, une minute de Jeu, il dépose le ballon sur la téte de Mback qui batta Barthez le gardien de l'ASFA, le stade est en délire, Idy sy actuel coach des junior inscrira le but de la délivrance d'une tête rageuse à dix minutes de la fin.
L'équipe fera des saisons correctes en D1 et les matchs des Niayes se jouaient presque à guichets fermés.
Une génération naquit avec les Mod ndiaye, Jules Bodian, Eloi coly, René vincent gomis, Raymond corréa, Meissa ndoumbé, Mass, Cissé seck, branco, thiécoura, Mbaye Ndour, Saer Mbengue, Cheikh sidaty, Pape ndiaye, les 2 ibou faye...
L'équipe sera encore relégué en 2001 au terme d'une saison compliqué avec un constant changement d'entraineur( Alassane dia, Joe basse, Lythio).
En 2006, une mutation est intervenue le club change de nom, est prend celui de l'AS Pikine.Elle est présidée par Boubacar Yattasaye.
L'AS Pikine accède à la Ligue 1 à l'issue de la saison 2009, lors de la première saison sous l'ère pro, où le club est sacré champion de Ligue 2. Les débuts en première division sont mitigés mais la formation de Pikine parvient à se maintenir plusieurs saisons sans encombre. Il remporte son premier titre en Coupe grâce à un succès en Coupe de la ligue en 2011. En 2013, il termine sur le podium de Ligue 1 et l'année suivante, c'est la consécration avec un doublé Coupe-championnat.
Ce succès en championnat lui ouvre pour la première fois les portes des compétitions continentales. L'AS Pikine débute en Ligue des champions de la CAF 2015 face aux burkinabés de l'Étoile Filante de Ouagadougou. L'AS Pikine éliminera cette équipe du Burkina en deux manches (1-0 à Dakar et 0-0 au match retour à Ouagadougou).

## Palmarès
- Championnat du Sénégal :
  - Champion : 2014
- Coupe du Sénégal :
  - Vainqueur : 2014
- Coupe de la Ligue sénégalaise :
  - Vainqueur : 2011
  - Finaliste : 2012, 2025
- Championnat du Sénégal D2 :
  - Champion : 1995, 2009 et  2018
- Trophée des champions
  - Vainqueur : 2014